# 고대 이집트의 사회와 문화
이집트의 파라오의 권위는 신(神)에서 유래하는 것으로 생각되며 그 전체적 권력은 종교적인 배경을 가지고 있었다. 귀족은 파라오에 의해서 관료 제도에 편입되어 서민을 지배했다.
한편 신관(神官)은 파라오의 제사를 장악함에 따라 점차 세속적인 권력까지도 획득하게 됐다. 서기(書記)의 사회적 지위도 높았다. 서민 특히 농민은 파라오의 종교적 세속적 권위에 맹종하여 이집트의 생산을 도맡고 있었다. 노예의 수도 비교적 많았다. 이집트는 문자를 발명함으로써 문화 내용을 한층 더 높은 것으로 만들어 갔다. 문자는 금석 이외에 파피루스에 기록되었다. 중왕국(中王國) 시대에는 파피루스에 속문학(俗文學)이 기록되었다. 다른 여러 나라들과의 무역, 특히 아시아, 에티오피아에의 원정에 의하여 얻어진 귀금속·사치품이 흘러 들어와 이집트의 수공업은 현저한 진보를 보였다. 고대 이집트 문화의 특징은 이집트인의 종교와 나일강 힘입은 바가 크다. 거대한 석조건축물 (왕묘, 신전, 궁전)은 신이나 왕에게 바쳐졌고, 미술 작품도 종교적·기념물적인 것이 많다. 점성술이나 측지술(測地術：幾何學)·대수학의 발달, 거기에 태양력의 발명은 나일 강의 범람으로 얻어진 것이다.

## 파피루스
파피루스 식물 줄기를 세로로 얇게 잘라 만든 일종의 종이로 고대 이집트에서는 각종 문서 작성에 이용하였다. 이집트의 제5왕조 시대부터 시작하여 약 3000년 이상 쓰였으며, 사용문자도 신관문자(神官文字)와 민중문자(民衆文字), 초기 아라비아 문자, 라틴 문자, 콥트(Copt) 문자 등 다양하다. 이집트어로 된 파피루스 문서는 피라미드의 왕조 고분 등지에서 출토되었다. 파피루스 문서로는 의학서, 연대록, 사자(死者)의 서(書)·시문(詩文) 등 이집트 문화와 역사 연구에 귀중한 자료가 되고 있다.
종이를 뜻하는 영어단어 paper는 파피루스에서 유래되었다.

## 이집트 문자
고대 이집트 문자는 그림문자로부터 발달했다. 그림문자는 사물의 특징을 간략히 그린 것이다. 그림문자로부터 표의문자·표음문자가 생겨났다. 표음문자에는 음철문자(2음 이상으로 구성)와 알파벳(1자 1음)이 있다. 이들 문자에 결정사가 붙여진 것이 이집트 문자이다

## 미라
천연적 또는 인공적인 처리로 오랫동안 원형(原形)에 가까운 형상을 그대로 보존하고 있는 인간 또는 동물의 시체. 고대 이집트·잉카 등에서 성행한 풍습으로 이집트에서는 기원전 2600년경부터 기독교 시대에 이르기까지 계속되었다. 이것은 내세에 영혼이 잠들 육체가 있어야 한다는 신앙에서 유래된 것으로 이집트에서 특히 성행했으며 그 밖의 고대 민족이나 근대 미개사회 등에서도 찾아볼 수 있어 세계적으로 분포되고 있다. 고대의 미라는 현대의 미라와는 달리 뛰어난 영술(靈術)·주력(呪力)·위력(威力)·무력(武力) 등을 가졌던 자의 시체를 보존하면 그의 힘이 사후에도 머물러 있게 되어 자기들을 보호한다고 하는 신앙 때문이었다. 이러한 모든 토착신앙이 미라를 만드는 요인이 되었다.이집트의 미라 제작은 3000년 이상의 전통을 가지고 있다. 가장 먼저 만들어진 것은 제2 왕조시대의 미라이다. 그 후 고왕조시대에 들어와서는 제작기술이 더욱 발달하여 내장을 처리하는 방법이 사용되었다. 또한 중왕조시대부터는 고인의 얼굴 모습을 전하기 위하여 얼굴모양을 본뜬 마스크를 만들어 두부에 부착시켰다. 완성된 미라에는 개구의식(開口儀式)이 행해졌는데, 이러한 의식으로 눈·코·입·수족 등의 기능이 되살아난다고 생각했다. 그 밖에도 이집트에서는 성수숭배사상(聖獸崇拜思想)이 성하여 개·고양이·말·뱀·매·학 등 그들이 신성시하는 조수(鳥獸)나 물고기 등을 미라로 만들기도 하였다. 그러나 기독교가 전래되어 이집트의 고유종교가 쇠퇴함과 더불어 3세기 이후에는 이러한 풍습이 점차 없어지게 되었다. 아시아 지역의 미라로는 타림 분지의 고대국가 미라가 발견되고 있으며, 중국에서는 육조시대(六朝時代) 이래 많은 승려가 미라화되었는데 이러한 기록은 『고승전(高僧專)』에서 볼 수 있다. 중국에서는 이러한 미라를 진신(眞身) 또는 육신(肉身)이라고 불렀는데 초기의 미라는 거의가 인공을 가하지 않았으나 수당시대(隋唐時代)에 들어와서는 시체에 칠을 발라 마포(麻布)로 감싼 미라를 만들었다. 중국의 미라는 미륵신앙(彌勒信仰)을 배경으로 만들어진 것으로 미륵신앙이 일본에 전해짐과 함께 일본에서도 미라의 제작이 나타났다.

## 사자의 서
고대 이집트시대 관 속의 미라와 함께 매장한 사후세계(死後世界)에 관한 안내서. 파피루스나 피혁에 교훈이나 주문(呪文) 등을 상형문자로 기록한 것이다. 고왕국 시대 왕은 내세에 있어서도 최고신이 된다고 믿었기 때문에 피라미드의 현실(玄室)과 벽에, 주문과 부적을 새긴 것을 피라미드 텍스트라고 한다. 중왕국 시대에는 귀족이나 부자의 관 속에 죽은 후의 행복에 관하여 기록한 ‘관구문(棺構文, 코핀텍스트)’이 쓰여졌다. 신왕국 시대에는 주문에 의지하여 내세의 행복한 생활을 얻으려 했으나, 현세에서 선행을 쌓지 않으면 내세에 갈 수 없다는 사상이 나타나 죽은 이에게 이 사실을 가르칠 문구를 파피루스에 표하여 관에 넣은 것이 사자의 서이다. 이는 고대 이집트의 내세관을 아는 데 귀중한 자료가 된다.사자의 서는 해동 중학교 과학실에 있다고 전해지며 현제는 영도 어느 한곳에 파뭍여 있다고 보도 되고 있다.

## 피라미드
고대 이집트의 왕릉의 하나. 초기 왕조 시대의 왕릉은 벽돌이나 돌을 사용했는데 윗부분의 구조가 사다리 모양의 벤치(마스타바)와 비슷해서 일반적으로 마스타바 분묘라고 부른다. 제3왕조의 제세르가 자기의 마스타바를 여러 번에 걸쳐 개축한 결과, 삭카라의 계단식 피라미드가 되었다. 제4왕조의 스네프루는 다하수르에 굴절(屈折) 피라미드를 세웠으며, 쿠푸에 이르러 사면체(四面體)의 피라미드가 건조되었다.쿠푸의 피라미드의 밑면은 한 변이 230m 이상이고, 높이는 152m이며, 각 면은 동서남북으로 향해 있으며, 표면에는 매끈하게 갈고 닦아 낸 화강암이 붙여져 있다. 상부 구조의 내부에 만들어진 현실은 아무나 찾지 못하도록 미로(迷路)로 지키게 했다. 쿠푸의 피라미드 가까이에는, 카프라와 멘카우라의 피라미드가 건조되었다. 피라미드의 지하나 그 주위에는 신전이나 작은 피라미드군(群), 귀족의 분묘가 만들어졌다. 피라미드는 제5왕조 이후에도 만들어졌으나 차차 소형이 되었으며, 신왕국 시대에는 왕릉이 암굴형의 무덤으로 변하여 갔다. 그러나 누비아에 있어서는 메로에를 중심으로 서기 350년경까지 피라미드가 건조되었다.피라미드는 왕의 권력에따라 크기가 정해진다. 권력이 강하면 강할수록 피라미드의 크기가 커진다고 현제 도보된다.

## 스핑크스
사람의 머리와 사자의 동체를 가지고 있으며, 왕자(王者)의 권력을 상징하는 모습으로 표현되어 이집트와 아시리아의 신전과 왕궁·분묘 등지에서 발견된다. 문 양쪽에 세우거나 건조물의 일부로 사용되었고 모두 날개 돋친 상으로 수호신적 역할을 하였다. 이집트뿐 아니라 오리엔트 각지에서 만들어져, 궁전이나 신전의 입구나 참배로에 고정시켜 놓거나 혹은 작은 부적처럼 만들어진 것도 있다. 기제(Gizeh)에 있는 카프라왕의 피라미드의 참배로에 있는 스핑크스는 특히 유명하다.

## 데르 엘 바하리
테베의 서쪽, 나일강 대안의 유적. 왼편에는 제11왕조 멘투헤테프 3세의 장제전(葬祭殿)이 있다. 돌벽의 기울어진 면에 줄지은 기둥을 가진 3층의 구조물이 지어졌는데, 제2층 원형의 넓은 방 위에는 피라미드가 놓였다. 각층은 기울어진 길로 연결되었다. 이 건물의 오른편에는 이 건물의 구조를 보고 만든 제18왕조 하트솁수트 여왕의 신전이 있다. 오른편 건물이 잘 보존되어 있다.

## 왕릉의 골짜기
테베 서쪽의 협곡(峽谷)에 있는 왕의 문(門)이라 불리는 장소. 제1·제2 중간기의 혼란에 의한 피라미드의 약탈이나 도굴을 방지하기 위하여 제18왕조의 투트모세 1세는 암굴릉(岩窟陵)을 사람의 눈에 띄지 않는 곳에 지었다. 그 후 신왕국의 왕들은 이 부근 수백 m에 걸쳐 암굴묘를 팠다. 그러나 단 하나를 제외하고 모든 왕릉은 약탈되고, 재보(財寶)도 도둑맞았다.

## 투탕카멘의 왕묘
1922년 영국인 카터와 카나본 백작은 왕릉 골짜기에서 거의 도굴당하지 않은 제18왕조의 투탕카멘의 왕묘를 발굴했다. 왕묘의 전실과 현실에서 삼중의 관 속에 누워 있는 황금 마스크를 한 왕의 미라와 귀금속·귀석·아라바스타 등으로 만든 용상(龍床)과 집기·장식품 등이 출토됐다. 이것은 아마르나 예술의 대표 작품이다.

## 아마르나 예술
이크나톤의 종교개혁에 의하여, 예술 방면에도 새로운 경향이 나타났다. 그 때까지의 유형적(類型的)·정신적인 묘사에서 벗어나, 원근법에 기초한 선화법(線畵法)을 취한 사실적·동적인 묘사를 개척했다. 아마르나 왕국의 벽이나 묘지(墓地)에 조각, 채색된 왕·가족의 초상·왕비 네페르타이트의 채색된 흉상 조각. 투트 안크 아멘 왕릉 속의 유품 호렘헤브의 유품 등은 아마르나 예술의 정수를 보여주는 작품들이다.